# Aster subulatus
Aster subulatus là một loài thực vật có hoa trong họ Cúc. Loài này được (Michx.) Hort. ex Michx. mô tả khoa học đầu tiên năm 1803.